# 428
428 (CDXXVIII, na numeração romana) foi um ano bissexto do século V do  Calendário Juliano, da Era de Cristo, as suas letras dominicais foram A e G, totalizando 52 semanas, com início a um domingo e terminou a uma segunda-feira. Segundo o horóscopo chinês, foi o ano do Dragão.
| Ano completo                       |
| ---------------------------------- |
| Ano bissexto com início ao domingo |

## Eventos
- Suevos e Romanos são derrotados pelos Alanos na Batalha de Mérida.

- Artaxias IV, rei da Arménia é deposto, o que marca o fim da Dinastia arsácida da Arménia (Aršakuni), que tinha sido fundada em 54.